# Aculepeira travassosi
Aculepeira travassosi är en spindelart som först beskrevs av Soares och Camargo 1948.  Aculepeira travassosi ingår i släktet Aculepeira och familjen hjulspindlar. Inga underarter finns listade i Catalogue of Life.